# Attagenus pictus
Attagenus pictus is een keversoort uit de familie spektorren (Dermestidae). De wetenschappelijke naam van de soort werd in 1871 gepubliceerd door Ballion.